# Tim Burke (biatleta)
Timothy John Burke –conocido como Tim Burke– (Paul Smiths, 3 de febrero de 1982) es un deportista estadounidense que compitió en biatlón. Ganó una medalla de plata en el Campeonato Mundial de Biatlón de 2013, en la prueba de 20 km individual. Está casado con la biatleta alemana Andrea Henkel.

## Palmarés internacional
| Campeonato Mundial | Campeonato Mundial           | Campeonato Mundial | Campeonato Mundial |
| Año                | Lugar                        | Medalla            | Prueba             |
| ------------------ | ---------------------------- | ------------------ | ------------------ |
| 2013               | Nové Město (República Checa) | Medalla de plata   | Individual         |